# Altyn-depe

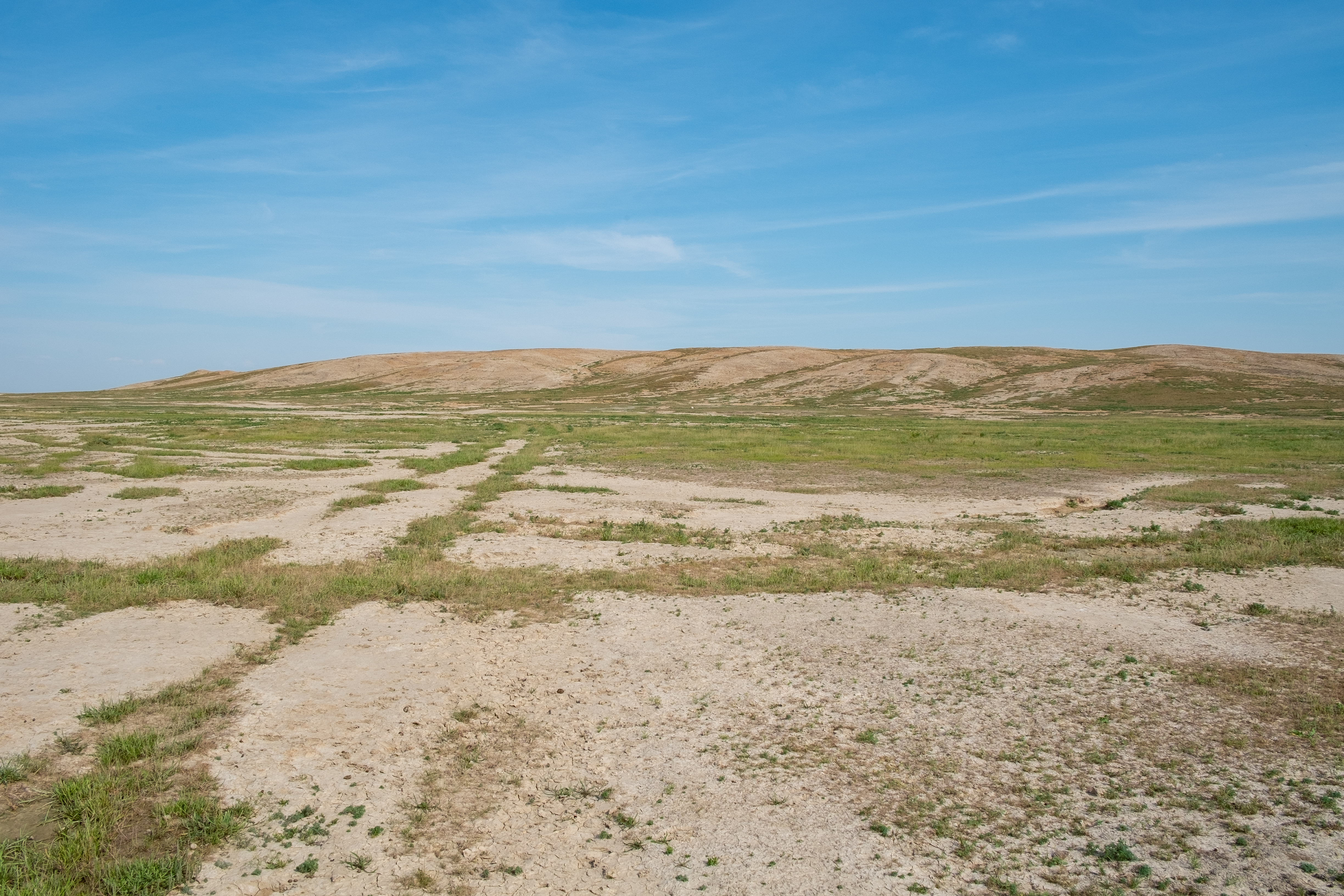
Altyn-depe, colline de l'ancienne ville

Altyn-depe (« la colline d'or ») est un site archéologique de l'âge du bronze du Turkménistan, à proximité de la frontière iranienne. Il est situé à 220 km au sud-est d'Ashgabat, la capitale du pays, au sud-est du désert du Karakoum. Habité depuis la fin du IVe millénaire av. J.-C., il est abandonné au début du IIe millénaire av. J.-C. C'est actuellement le plus grand site connu de la culture de Namazga. Ce site, par sa superficie, la présence d'artisans, d'édifices publics montrent que le phénomène urbain est apparu en Asie centrale dès le IVe millénaire av. J.-C.